# الواسطى (مدينة)

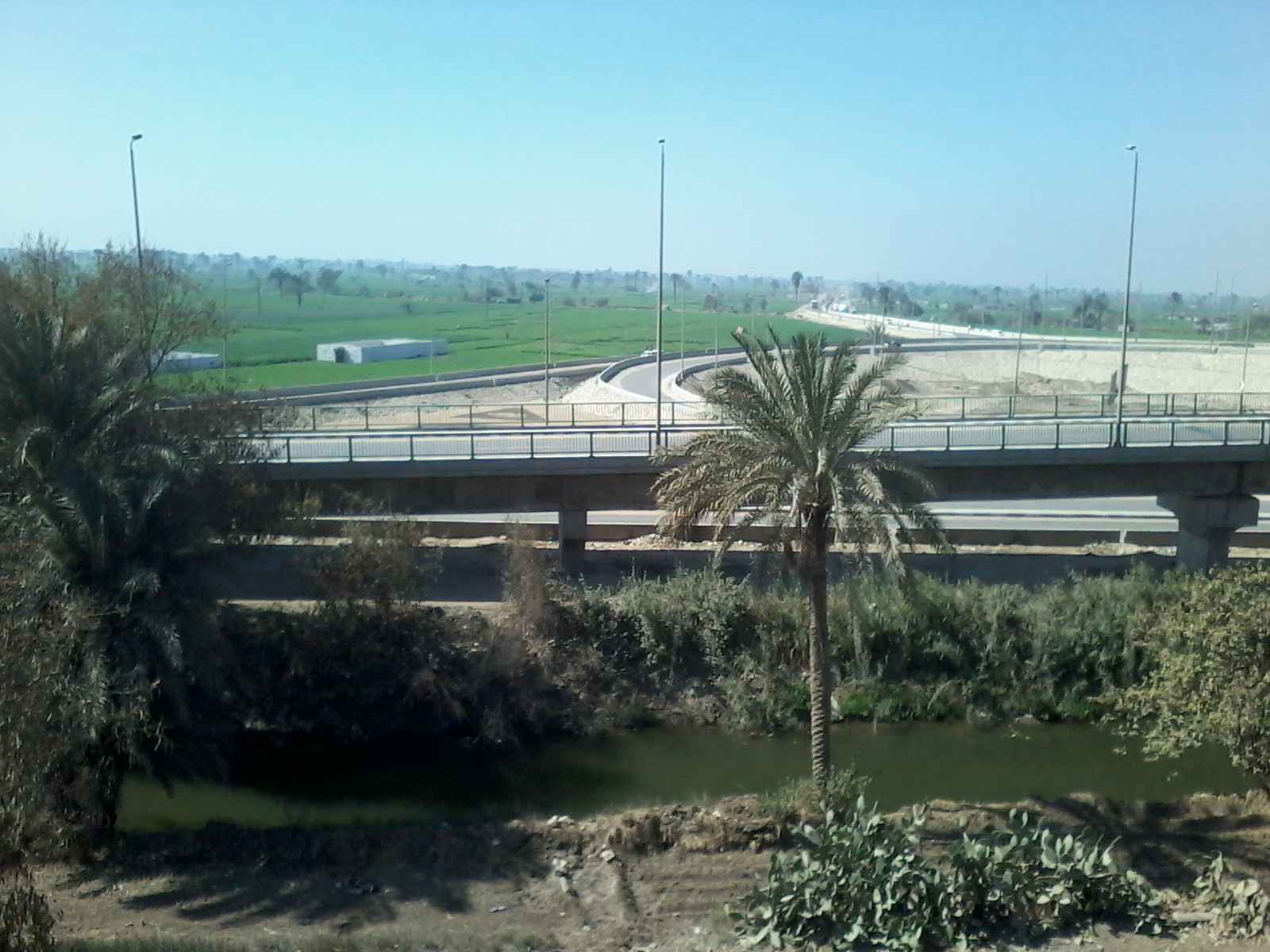
صورة من مركز الواسطى تظهر الجانب الزراعي منه ويظهر في الصورة كوبري الواسطى الذي يربط بين شرق النيل وغربه.

الواسطى هي مدينة في محافظة بني سويف وتقع على الحدود بين محافظة الجيزة ومحافظة بني سويف وأهم مكان في المركز هو منطقة ميدوم (هرم ميدوم).
90 كيلومترا من الجيزة.

## التقسيم الإداري
- زاوية المصلوب وسميت المصلوب لشنق آخر الخلفاء الأمويين وهو مروان بن محمد[بحاجة لمصدر].
- عزبة دويدار.
- جزيرة المساعدة.
- أطواب.
- الحومة.
- كفر بني عتمان أو عزبة سعد الدين.
- ميدوم.
- قرية الهرم (هرم ميدوم).
- انفسط.
- قمن العروس.
- كفر ابجيج.
- بني غنيم.
- الميمون.
- أبو صير الملق.
- عطف إفوة.
- إفوه.
- صفط الشرقية.
- صفط الغربية.
- كوم أبو راضي.
- بني حدير.
- قرية بني غنيم.
- قرية معصرة أبو صير الملق.
- قرية جزيرة النور.

## جغرافية الموقع
هو مدخل محافظة بني سويف من الجهة الشمالية وهو أحد المراكز الإدارية السبعة لمحافظة بني سويف ويبعد عن عاصمة المحافظة بمسافة 35 كم . يحده شمالاً محافظة الجيزة وجنوباً مركز ناصر وغرباً محافظة الفيوم وشرقاً نهر النيل. ويضم مركز الواسطى 6 وحدات محلية قروية وإجمالي عدد القرى بالمركز 32 قرية، وإجمالي عدد العزب والنجوع 132 عزبة ونجع وكفر.
مركز الواسطى هي نقطة تلاقى ثلاث محافظات (الجيزة - بني سويف - الفيوم) فهو شمال بني سويف بــ 35 كيلومتر حيث نهاية قرية الميمون التابعة للواسطى ؛ وجنوب نهاية محافظة الجيزة بحوالي 1 كم «قرية الرقة الغربية» ؛ وشرق حدود محافظة الفيوم ويحدها نهر النيل من جهة الشرق، كما يقع المركز بين دائرتي عرض 13 29 و 26 29 شمالاً وبين خطي طول 14 31 و 00 31 شرقاً ومن إعلام المحافظة ومركز الواسطى السيد المستشار/ محمد الحسيني إسماعيل مستشار هيئه التحكيم الدولي بالكويت.

## عدد السكان

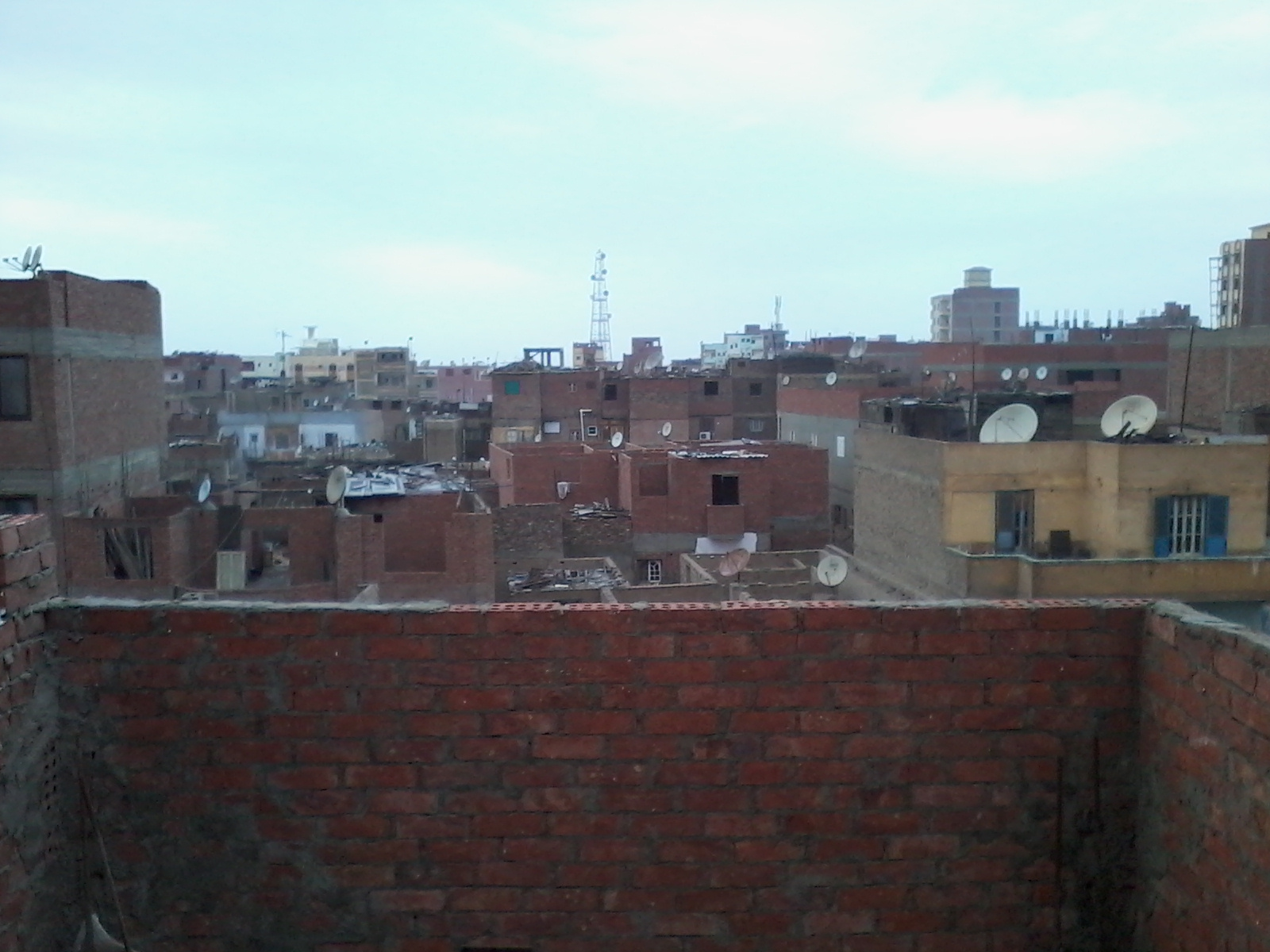
صورة تظهر مباني مركز الواسطى.

بلغ عدد سكان المركز طبقاً  لتعداد السكاني الفعلى في 3/6/1996 هو  292805  نسمه والتعداد الفعلي لعام 2006  هو 365344 نسمة  أما التعداد التقديري في أول يناير 2013 فيبلغ حوالي (430442) نسمة .